# Test Drive 2001
Test Drive 2001 (рус. Тест-драйв 2001) — видеоигра серии Test Drive в жанре аркадных автогонок, разработанная студией Xantera и изданная компанией Infogrames эксклюзивно для портативной игровой приставки Game Boy Color (GBC) 5 декабря 2000 года. Игра является продолжением Test Drive 6.
Как и предыдущие части серии, Test Drive 2001 сосредотачивается на уличных гонках. Игроку предоставляется возможность выбрать один из доступных автомобилей и одну из трасс, каждая из которых находится в разных частях мира. Помимо этого, предусмотрена возможность играть за полицию, арестовывая лихачей.
В отличие от многих предыдущих игр серии, Test Drive 2001 вышла только на территории Северной Америки. Аркада получила разносторонние отзывы от игровой прессы. Из достоинств обозреватели отметили неплохой игровой процесс, однако разочаровались в качестве графики и медленной скорости.

## Игровой процесс

Гонка в режиме «Single Race» на автомобиле Lotus Elise, проходящая в Сиднее. Все трассы в игре были основаны на реальных городах и странах мира

Test Drive 2001 представляет собой аркадную гоночную игру, выполненную в изометрической графике. Геймплей практически ничем не отличается от предыдущих частей серии. Игроку на выбор доступно 11 автомобилей от известных мировых производителей: Lotus Elise, Ford Mustang LX 5.0, Dodge Charger, Ford Mustang GT 98, Plymouth Hemi Cuda, Jaguar XK-R, Panoz, Lotus Esprit, Saleen S351, Dodge Viper и Ford GT40. Существует ещё два призовых автомобиля: Shelby Cobra и Jaguar XJ220. Чтобы зарабатывать деньги на новые машины и их тюнинг, необходимо занимать призовые места в гонках. На выбор игроку также предоставляются 48 гонок и 12 трасс, основанные на реально существующих городах и странах: Вашингтон, Париж, Голливуд, Италия, Новый Орлеан, Сидней, Германия, Вермонт, Лас-Вегас, Редвуд, Греция и Китай. На каждой из трасс возможны гонки как по часовой стрелке, так и против. Во время гонок в верхнем левом углу экрана расположена стрелка, указывающая направление следующего поворота. Кроме того, на дорогах могут находиться заграждения, трамплины, машины трафика и полиция, которая следит за порядком, задерживая гонщиков. В меню игры можно выбрать одну из четырёх мелодий и посмотреть рекорды.
Всего в игре присутствует три режима: «Одиночная гонка» (англ. Single Race), «Турнир» (англ. Tournament) и «Полицейское преследование» (англ. Cop Chase). В первом режиме игрок может выбрать автомобиль и трассу, участвуя в гонке против четырёх соперников. В режиме «Турнир» игроку предстоит проходить серию состязаний. В турнире также можно выиграть новые детали тюнинга, а также открыть трассы. В режиме «Полицейское преследование» можно играть за полицию. На выбор здесь доступны четыре автомобиля: Ford Mustang GT 85, Dodge Viper, Plymouth Hemi Cuda и Jaguar XK-R. Игрок должен включить сирену и останавливать трёх нарушителей. Чем больше игрок остановит нарушителей, тем больше получит денег. Помимо этого, в игре присутствует режим для двух игроков, для чего требуется соединить две системы Game Boy Color с помощью специального кабеля. В Test Drive 2001 имеется система сохранения прогресса игры, которая задействует картридж.

## Разработка и выход игры
Test Drive 2001 задумывалась как продолжение Test Drive 6 для портативной игровой приставки Game Boy Color. За разработку новой части была ответственна студия Xantera, которая ранее также создала несколько игр серии для Game Boy Color, в том числе и Test Drive 6. Проект во многом повторяет основные черты предшественника, однако появились некоторые отличия. Меню игры было изменено и обрело более футуристический вид. Графика и визуальный стиль стали более красочными. Трассы в игре основаны на реальных местах по всему миру, однако их схожесть с реальными аналогами и детализация стали меньше, чем в предыдущих частях, в частности из-за технических ограничений Game Boy Color. Как и в Test Drive 6 на портативной системе, в Test Drive 2001 была использована графика в изометрической проекции. Автомобили в игре по большей части взяты из Test Drive 5 и Test Drive 6, однако настроить их цвет нельзя, причём у некоторых автомобилей цвет в меню и в гонках различен.
Выход Test Drive 2001 состоялся 5 декабря 2000 года. В отличие от большинства предыдущих частей серии, игра распространялась только на территории Северной Америки, как и другой, предшествующий гоночный проект франшизы, выпущенный ранее в августе того же года — спин-офф под названием Test Drive Cycles.

## Оценки и мнения
| Иноязычные издания | Иноязычные издания |
| Издание            | Оценка             |
| ------------------ | ------------------ |
| AllGame            | [ 4 ]              |
| IGN                | 6/10               |
| DailyRadar         | 7,5/10             |
| Pockett Videogames | [ 5 ]              |

Test Drive 2001 получила неоднозначную реакцию критиков. Многим представителям не понравилась графика и низкая скорость. Тем не менее, рецензенты удостоили похвалы гоночные соревнования и улучшенный, по сравнению с предыдущими частями франшизы, игровой процесс.
Наиболее высоко аркаду оценил обозреватель журнала DailyRadar, Майкл Вольф, поставив 7,5 баллов из 10 возможных. Рецензент заметил, что «она [игра], конечно, улучшилась, по сравнению с предыдущими воплощениями на GBC, и это неплохая игра, но далеко не лучшая мечта гоночного фаната». К достоинствам Вольф отнёс игровой процесс и гоночные турниры, но главными недостатками назвал проблемы с графикой и медленную скорость. Креиг Харрис из IGN поставил игре 6 баллов из 10, при этом сказав, что многие проблемы, которые присутствовали в предыдущих играх серии, были решены, и отметил «гладкую» анимацию, в целом назвав Test Drive 2001 продуктом с качеством выше среднего.
Некоторые критики оставили об игре негативные отзывы. Так, рецензент Шон Николс из AllGame поставил Test Drive 2001 2,5 звезды из 5, сказав, что она ничем не выделяется, по сравнению с другими гоночными играми, и подвергнув критике «зернистую» графику и неудобный угол обзора камеры, но похвалив разнообразные режимы. Обозреватель французского сайта Pockett Videogames поставил аркаде 2 звезды из 5. Критику не понравились «невероятно медленный» скроллинг и «очень средняя» графика, а также неудобное управление, а единственным преимуществом игры назвал лицензии на такие автомобили, как Ford Mustang и Dodge Viper. В итоге представитель отметил: «Через год, почти день в день после выхода Test Drive 6 Infogrames вернулся с этим продолжением, но не принёс ничего нового, что было бы необходимым».